# Зайсан (град)
Вижте пояснителната страница за други значения на Зайсан.
Зайсан (на руски: Зайсан, на казахски: Зайсан) е град в Казахстан, административен център на Зайсански район, Източноказахстанска област. Населението на града през 2012 година е 18 135 души.
Градът разполага с летище. Той е голям животновъден център, в който се отглеждат главно овце. В града има краеведчески музей.

## История
Възниква като селище през 1868 г. През 1897 г. вече е център на уезд в Семипалатинска област. Има статут на град от 1941 г.

## География
Градът е разположен в подножието на хребета Саур, на 378 км югоизточно от железопътна гара Жангизтобе (по линиията Семей – Алмати).